# Derek Ball
Derek Ball (* 1930 in Islington, London; † 26. Juli 1988 in Berkshire) war ein britischer Tontechniker.

## Leben
Ball begann seine Karriere im Filmgeschäft Ende der 1960er Jahre. Sein erster Film als Tontechniker war das Kriegsdrama Ereignisse beim Bewachen der Bofors-Kanone von Jack Gold 1968. Nach Mitarbeit an Hollywoodproduktionen wie Papillon und Rollerball erhielt er 1978 gemeinsam mit Don MacDougall, Ray West und Bob Minkler den Oscar in der Kategorie Bester Ton für Star Wars. Ball war bei der Verleihung abwesend. Er war zudem vier Mal für den BAFTA Film Award nominiert, wovon er einen (für Star Wars) gewinnen konnte. Zwischen 1981 und 1987 wirkte er zudem an drei James-Bond-Filmen mit; James Bond 007 – In tödlicher Mission, James Bond 007 – Im Angesicht des Todes und James Bond 007 – Der Hauch des Todes. Er verstarb im Juli 1988.

## Filmografie (Auswahl)
- 1973: Papillon
- 1974: Die Akte Odessa (The Odessa File)
- 1975: Rollerball
- 1977: Krieg der Sterne (Star Wars)
- 1978: The Boys from Brazil
- 1979: Der große Eisenbahnraub (The First Great Train Robbery)
- 1980: Saturn-City (Saturn 3)
- 1981: James Bond 007 – In tödlicher Mission (For Your Eyes Only)
- 1984: Supergirl
- 1984: Top Secret!
- 1985: Death Wish III – Der Rächer von New York (Death Wish III)
- 1985: James Bond 007 – Im Angesicht des Todes (A View to a Kill)
- 1987: James Bond 007 – Der Hauch des Todes (The Living Daylights)
- 1987: Richard Löwenherz und die Kinder Gottes (Lionheart)

## Auszeichnungen (Auswahl)
- 1976: BAFTA-Film-Award-Nominierung in der Kategorie Bester Ton für Rollerball
- 1978: Oscar in der Kategorie Bester Ton für Star Wars
- 1979: BAFTA Film Award in der Kategorie Bester Ton für Star Wars
- 1979: BAFTA-Film-Award-Nominierung in der Kategorie Bester Ton für P'tang, Yang, Kipperbang